# 1806
1806 (số La Mã: MDCCCVI) là một năm thường bắt đầu vào thứ Tư trong lịch Gregory.
Bản mẫu:Tháng trong năm 1806